# Zivilschutzfibel
Die Zivilschutzfibel war eine Publikation des Bundesinnenministeriums aus dem Jahr 1964, die als Postwurfsendung an alle Haushalte der Bundesrepublik Deutschland verschickt wurde.

## Inhalt
Die reich bebilderte, 50-seitige Broschüre enthielt Anweisungen bezüglich des zivilen Bevölkerungsschutzes in Zeiten des Kalten Krieges, aber auch allgemeiner Natur. Thematisiert wurden u. a. Blitzableiter, konventionelle Waffen, ABC-Waffen, Sirenensignale, Selbst- und Fremdhilfe, Eigenbau von Schutzräumen und die Hausapotheke.

## Rezeption
Die zum Teil absurd formulierten Ratschläge wurden bereits bald nach der Veröffentlichung zum Gegenstand der Satire, so in der später abgesetzten Fernsehsendung Hallo Nachbarn. Innerhalb des „Lügen-ABC“s der ab 1998 gezeigten Wanderausstellung X für U – Bilder, die lügen der Stiftung Haus der Geschichte der Bundesrepublik Deutschland, die nach der Objektivität von Bildern fragt und Grundmuster der Manipulation von und mit Bildern zeigt, wird die Fibel später unter „L“ wie „Legendenbildung“ geführt.

## Einzelbelege
1. ↑  ARD-Fernsehsendung Hallo Nachbarn, Ausgabe vom 18. November 1964

## Weblink
- Zivilschutzfibel 1964 (Memento vom 5. April 2016 im Internet Archive) (PDF, 11 MB)